# Dikran Kélékian
Dikran Garabed Kélékian (arménien : Տիքրան Կարապետ Քելեքեան), aussi connu sous le nom de Dikran Khan Kélékian, né en 1868 (ou possiblement le 27 décembre 1867) à Kayseri et mort en janvier 1951 à New York, est un antiquaire arménien, collectionneur et marchand d'art ancien (en particulier d'art islamique, d'art chinois ou d'art égyptien) et d'art moderne.
Il « fait partie avec Hagop Kevorkian du milieu des marchands arméniens qui, occupant une position d’intermédiaires entre Orient et Occident, introduisent des objets orientaux sur le marché de l’art en Europe et en Amérique », écrit Jean-Gabriel Leturcq dans le Dictionnaire des orientalistes de langue française édité par l'EHESS.

## Biographie

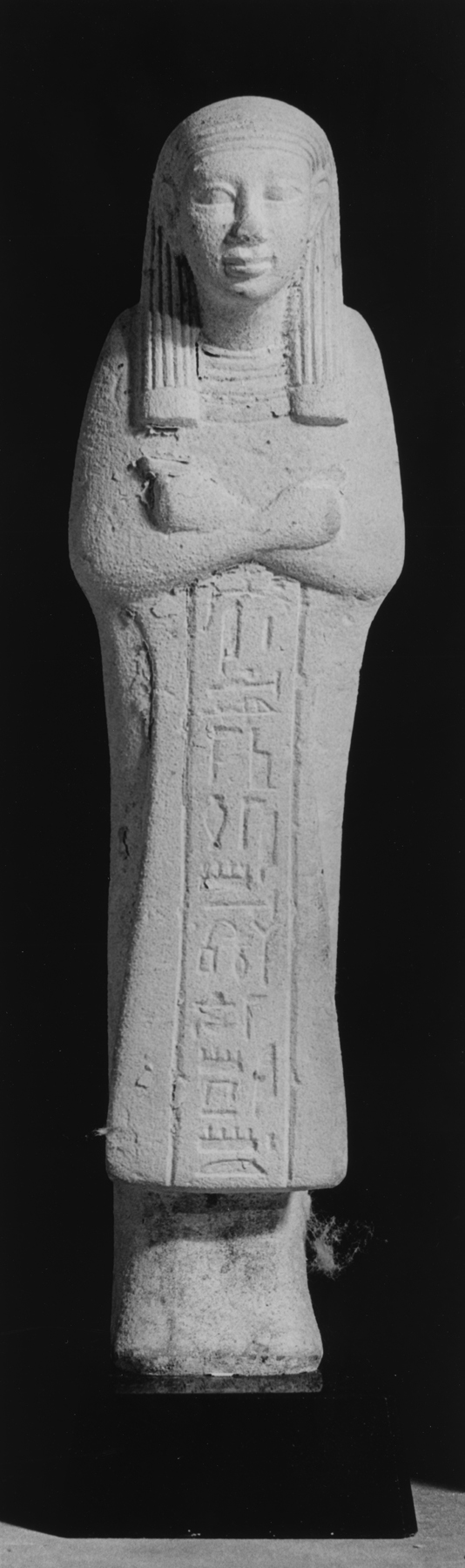
Cet ouchabti antique (statuette funéraire égyptienne), sculpté entre 1550 et 1069 av. J.-C., est acheté par Dikran Kélékian avant de faire partie de la collection du Walters Art Museum (Baltimore).

Dikran Kélékian est le fils d'un banquier arménien de Kayseri originaire de Perse. Il étudie l'histoire ancienne du Proche-Orient au Robert College of Istanbul puis continue ses études à Paris.
Avec son frère Kévork, Dikran Kélékian commence sa carrière dans le commerce d'art à Istanbul au début des années 1890. Il ouvre une galerie à Paris en 1891 et se rend en 1893 aux États-Unis en tant que commissaire du pavillon persan à l'Exposition universelle de 1893 qui a lieu à Chicago. Il établit rapidement des magasins à New York (au 709 Fifth Avenue, puis au 598 Madison Avenue, puis enfin au 20 East 57th Street), à Paris (au 10 rue Rossini puis au 2 Place Vendôme), Londres et Le Caire, grâce auxquels lui et son frère réussissent dans le marché des œuvres d'art et des antiquités. Il devient ainsi le fournisseur des grands collectionneurs comme Isabella Stewart Gardner, Henry Walters, George Blumenthal ou les Havemayer, et se lie d'amitié avec les personnalités du monde de l'art. Il ouvre aussi une galerie à New York, le « Musée du Bosphore ».
En 1900, Dikran Kélékian aurait été membre du jury pour l'Exposition Universelle de Paris et, en 1903, il prête un certain nombre de ses œuvres à l'« Exposition des Arts Musulmans » au Musée des arts décoratifs de Paris. Il participe ensuite à l'Exposition universelle de 1904 à Saint-Louis, où il fait grand étalage de ses marchandises et accompagnant son exposition d'un catalogue illustré.
Il est reconnu par le shah d'Iran pour ses efforts visant à promouvoir la culture et l'art persans, lui décernant le titre honorifique de Khan entre son prénom et son nom, et le nommant Consul de Perse à New York. Finalement, Dikran Kélékian devient citoyen américain, prêtant allégeance à un nouveau pays en plus de celui de sa famille, l'Arménie, de celui d'où il est né, la Turquie, et de celui qui l'a reconnu et avec qui il entretient d'étroits liens, l'Iran.
Expert de poterie islamique, en particulier persane, il est activement impliqué dans la vente de céramiques islamiques médiévales à la suite des fouilles dans la ville de Ray à la fin des années 1880 et au début des années 1890, de celles qui commencent à Raqqa, en 1896, et de celles de Sultanabad et Varamin en 1905.
Dikran Kélékian est membre du comité central d'administration de l'Union générale arménienne de bienfaisance (UGAB) et, en 1909, il finance un orphelinat de l'UGAB portant son nom à Dörtyol (Turquie actuelle) pour les réfugiés arméniens fuyant les massacres d'Adana. Il est aussi l'un des principaux donateurs aux œuvres de l'UGAB visant à sauver les Arméniens ayant survécu au génocide arménien, permettant par exemple à l'école Tebrotzassère de s'installer dans un terrain qu'il a acheté au Raincy.
Il meurt en janvier 1951 en tombant du 21e étage de l'hôtel St. Moritz, à New York.

## Postérité
Son fils Charles Dikran Kelekian (1900-1982) prend la succession, puis la « Maison Kelekian » est maintenue par sa petite-fille Nanette jusqu’en 1990. Les ventes Kelekian de 1953 et 2001 sont des événements du marché de l’art. Alors que la dispersion de sa collection fait disparaître son œuvre, elle fait réapparaître le personnage « qui associe les qualités d’un satrape persan, (…) d’archange, de Gengis Khan et du Chevalier Bayard, de Thor, dieu de la foudre et de St François d’Assise » (1953).